# Laurac-en-Vivarais
 Laurac-en-Vivarais  là một xã ở tỉnh Ardèche, vùng Auvergne-Rhône-Alpes ở đông nam nước Pháp.